# Betula chitralica
Betula chitralica là một loài thực vật có hoa trong họ Betulaceae. Loài này được Browicz mô tả khoa học đầu tiên năm 1972.